# Бещадська лісова залізниця

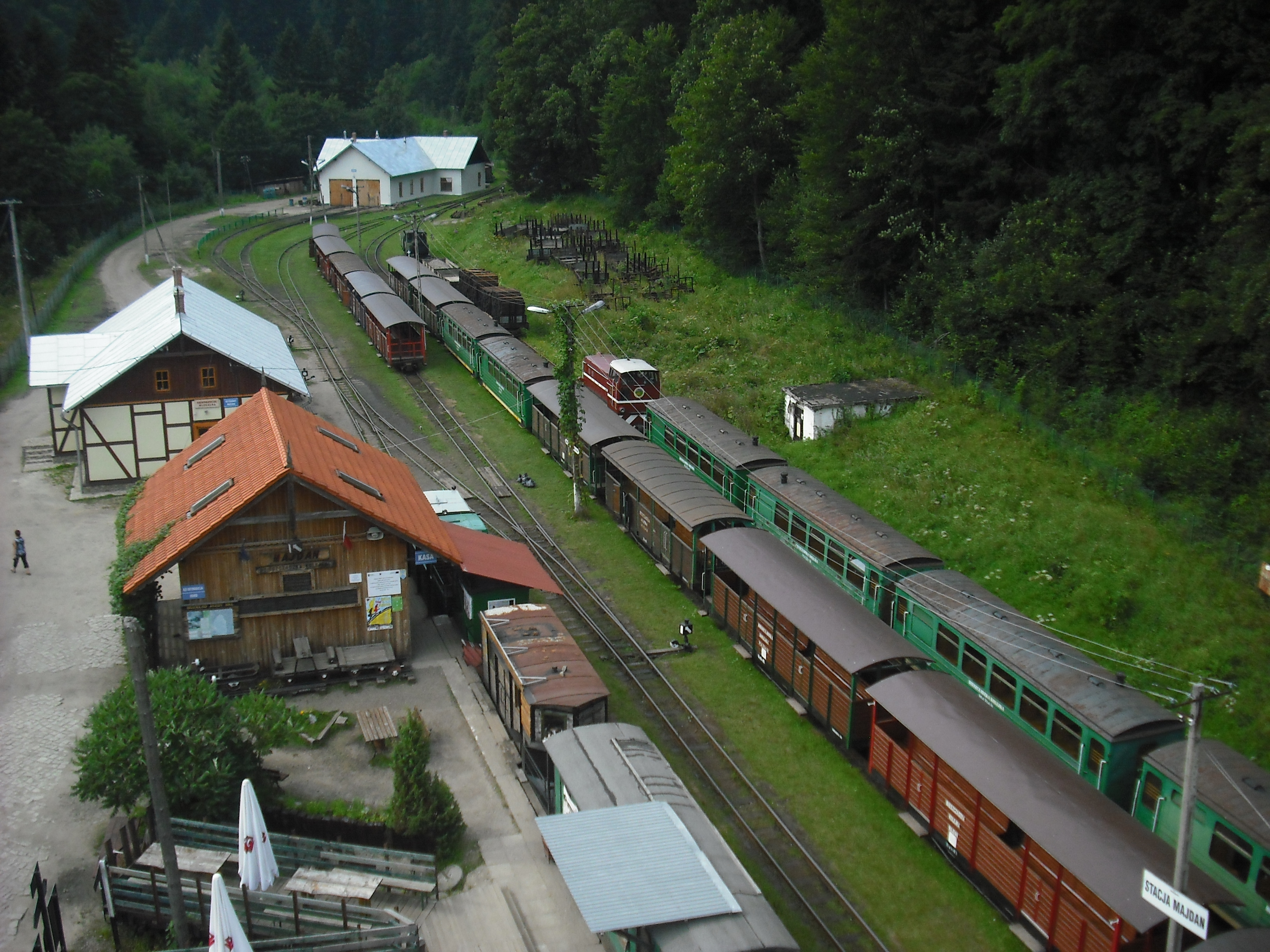
Залізнична станція Майдан

49°12′21″ пн. ш. 22°17′54″ сх. д. / 49.20597° пн. ш. 22.29845° сх. д.
Бещадська лісова залізниця (пол. Bieszczadzka Kolejka Leśna) — це вузькоколійна завширшки 750 мм залізнична колія, збудована у малолюдному лісовому регіоні серед бещадських гір. Будівництво розпочалося в кінці XIX століття і завершилося ще до початку першої світової війни.

## Історія
Будівництво вузькоколійної залізниці в бещадських горах розпочалося у 1890 році, коли Галичина перебувала під владою Австро-Угорщини. Його основною метою було полегшити експлуатацію лісу, пов'язавши серце Бещадів з Першою угорсько-галицькою залізною залізницею (нім. Erste Ungarisch-Galizische Eisenbahn) стандартною колією у Новому Лупкові. З цією метою було створено акціонерне товариство з будівництва та експлуатації залізниць. Проєктувальником залізниці був польський інженер Альбін Зазула. Більшу частину робіт на будівництві залізничної колії виконували вручну, без допомоги технічного обладнання, 300 робітників. Основний маршрут пролягав долинами річок Ослава та Солинка. Колії завширшки 760 мм укладали на дубові шпали. Для будівництва мостів, водопропускних труб, віадуків і підпірних стін були залучені кваліфіковані італійські каменярі з тодішнього австрійського Трентіно. Деякі італійські каменярі після завершення будівельних робіт залишилися у Бещадах назавжди, як, наприклад, родина Мейнарді. Офіційне відкриття першої ділянки «Новий Лупків—Тісна» завдовжки 25 км відбулося 21 січня 1898 року. Станція в Тісні була збудована на хуторі Майдан, де також були побудовані локомотивне депо, станційні будівлі, склад і будівлі для службовців. Перший рухомий склад складався з п'яти чотиривісних дров'яних паровозів, 15 пасажирських вагонів, 70 платформ та 100 лісовозів.
Біля залізниці почали будувати лісопильні, що економічно відродило цей край. У 1900–1904 роках, коли попит на деревину зріс, залізнична лінія від Майдану була подовжена приватною ділянкою завдовжки 15,2 км до Кальниці через Присліп та Струбовиська. Лінія мала інший напрямок, ніж сьогодні — вона не проходила через центр Тісни, а вела прямо через ліси до Присліпу, на місці теперішньої лісової дороги. У Кальниці була вантажна станція, яку обслуговували два власних паротяги та близько 60 вагонів. Близько 1908—1909 років від Струбовиська (лісничий будинок Шпикєри) до Бещадів (присілок Смерек) було збудовано відгалуження. Пізніше була додана приватна ділянка від Майдану через Лишню до Розтоків Горішніх.
Під час першої світової війни залізниця вперше була використана у військових цілях. В умовах невдач Австро-Угорщини на Східному фронті та відступу армії залізнична інфраструктура на зламі 1914—1915 років була значно пошкоджена. Були підірвані мости, водопропускні труби та деяке обладнання. Після вигнання російської армії у 1916 році розпочалася реконструкція залізничної інфраструктури.
Після відновлення незалежності у 1918 році залізниця стала власністю Польської державної залізниці. З 1920 року управління здійснювала Окружна дирекція державних залізниць у Львові. Майже двокілометрова ділянка колії між Бальницею та Солинкою опинилася за кордоном зі Словаччиною, і по ній транзитом їздили потяги в супроводі прикордонної варти до листопада 1938 року, коли Польща змусила Словаччину скорегувати свої кордони. Під час Великої депресії пасажирські перевезення та експлуатація лісів були обмежені — у 1930-х роках залізниця здійснювала лише один рейс до Майдану та у зворотному напрямку. Приватну п'ятикілометрову ділянку від Струбовиська до Кальниці було зруйновано у невизначений час після 1918 року, а ділянку до Розтоків Горішніх — до 1938 року. 1936 року залізнична колія на ділянці «Майдан—Бещади» була розібрана, хоча під час окупації її було відновлено.
Під час другої світової війни бещадська залізниця перейшла під управління залізниці Генеральної губернії — так званої «Остбан» (нім. Ostbahn) і використовувалася досить інтенсивно, водночас була частково модернізована. У той час колію було переведено до ширини рейок у 750 мм. Крім поїздів з лісом для потреб Німеччини, курсувало дві, а від 1943 року — навіть три пари пасажирських потягів на день. Під час боїв між червоноармійцями та німцями у другій половині 1944 року та подальших боїв з вояками УПА на цій території інфраструктура залізниці була знищена, колії в багатьох місцях розібрано, а пошкоджена колія використовувалася як дорога для танків. Шпали частково використовували для будівництва укріплень та як паливо.
Одразу після війни залізницю почали ремонтувати, але перші потяги пустили лише у 1950 році. Але, з огляду на запустіння Бещадських гір після операції «Вісла», керівництво Польської державної залізниці не було зацікавлене у відновленні руху. 1953 року Бещадську залізницю була передана Польському державному лісовому господарству (пол. Państwowe Gospodarstwo Leśne Lasy Państwowe). У зв'язку з інтенсифікацією лісового господарства у Бещадах у 1950—1960-х роках було розпочато роботи з реконструкції та модернізації залізниці. До 1959 року лінія була продовжена у північно-західному напрямку від Смільника до Микова, де з'єдналася з ділянкою колишньої 12-кілометрової приватної залізниці графа Потоцького до Репеді, збудованої ще у 1923 році. На сході, на місці колишньої приватної лінії «Майдан-Кальниця-Бещади», у 1957—1964 роках була збудована нова нижча лінія «Майдан—Тісна—Довжиця—Присліп—Ветлина—Мочарне», довжиною майже 37 км. Загальна протяжність мережі склала 73 км. З 1958 року залізницею керував Центр лісового транспорту у Сяніку. У цей період він отримав нові локомотиви польського виробництва — два серії Px48 та шість серій Kp4. Основним одержувачем деревини був новозбудований деревообробний комбінат у Репеді, а залізниця транспортувала максимум 115 000–160 000 м³ деревини на рік. Зрідка і неофіційно залізниця також перевозила місцеве населення та туристів, також у вантажних вагонах.
18 вересня 1963 року було відкрито регулярний пасажирський рух на ділянках «Новий Лупків—Тісна», а згодом — «Репедь–Смільник». На той час це була єдина державна залізниця у Польщі, крім Польської державної залізниці. Пасажирські перевезення були малорентабельними та ускладнювали транспортну роботу, тому близько 1975 року їх передбачалося призупинити, але через зростання рівня туристичних перевезень у Бещадах та протести проти його ліквідації, було відновлено. У цей період на залізниці працювало близько 300 осіб. Наприкінці 1970-х років парова тяга почала витіснятися румунськими тепловозами серії Lyd2, але при цьому перевезення лісу стали значно зменшуватися, їх потіснив зручніший автомобільний транспорт. 1990 року на залізниці було 6 тепловозів, 8 пасажирських вагонів, 140 платформ та 200 вагонів.
В умовах економічної кризи, а потім переходу до ринкової економіки на межі 1980—1990-х років залізниця опинилася під загрозою ліквідації через свою збитковість. Ситуацію погіршило банкрутство після системної трансформації головного одержувача деревини залізницею — підприємств деревної промисловості (пол. Zakłady Przemysłu Drzewnego) у Репеді. Вже у 1980-х роках рух на ділянці «Ветлина—Мочарне» було припинено, і ця ділянка була остаточно виключена з використання у 1992 році після того, як у 1991 році була включена до особливої охоронної зони Бещадського національного парку. 1991 року рух на ділянці «Должиця—Ветлина» було призупинено. З цього року цілорічні регулярні пасажирські перевезення були припинені, а під час літнього сезону вирушали лише туристичні потяги. Тоді Лісовий транспортний центр у Сяноку було ліквідовано, а 1 квітня 1993 року залізницю передано в управління Тіснянської лісової інспекції зі значним скороченням штату працівників. 1994 року лісова інспекція також запустила пасажирські перевезення на лінії «Майдан—Ветлина», але діяльність залізниці була збитковою (перевезено близько 14 тисяч пасажирів). 1 грудня 1994 року залізниця була виведена з експлуатації. Відділення Лісової залізниці в селі Тісна було ліквідовано, працівників звільнено, а частину рухомого складу списано на металобрухт. Від фізичної ліквідації залізницю врятувало внесення її системи зв'язку, інфраструктури та частини рухомого складу до реєстру пам'яток у 1992 році (номер А-284).
У 1979 році в Майдані був створений музей лісової залізниці під відкритим небом, в якому експонувалися два потяги з паротягами Kp4 і Px48. 1987 року його підпорядкували Залізничному музею, а 1991 року зношений рухомий склад перевезли звідти до Музею вузькоколійної залізниці у Сохачеві.

## Сучасність
З ініціативи місцевої влади та службовців у липні 1996 року було створено Фонд Бещадської лісової залізниці, якому безоплатно передано залізничне майно та маршрут у межах Тіснянської лісової інспекції. Було придбано додатковий тепловоз (цукровоз) та відкриті літні вагони, перебудовані з відкритих вантажних вагонів (спочатку сім, від Пшеворської приміської залізниці). Профіль діяльності змінено на курсування туристичних потягів у літній сезон (травень-вересень) та, за потреби, в інший час. Після передачі залізниці Фонду та проведених  ремонтних робіт 4 липня 1997 року було відновлено рух на 11-кілометровій ділянці від Майдану до Присліпу, і вже цього року залізниця перевезла понад 23 000 туристів. 1998 року було запущено потяги на другій лінії на захід, до Бальниці та в окремі дні до Волі Мигової (17 км). Спочатку обидва боки курсував один потяг на день. Спочатку, у 1997—2003 роках, вагони мали жовте рекламне забарвлення загальнопольської радіостанції RMF, потім відновили класичні зелені кольори. 2010 року на залізниці було 18 пасажирських вагонів, у тому числі десять літніх.
Кількість пасажирів постійно зростала і 2007 року вперше перетнула позначку у 50 тисяч, у 2014 році — 100 тисяч, у 2018 році — 150 тисяч пасажирів. 2009 року відновлено рух на ділянці від Волі Мигової до Смільника, але у 2011 році рух на ділянці «Бальниця—Смільник» було знову призупинено. Відтоді потяги на захід курсують лише до Бальниці (9 км). Від серпня 2020 року рух потягів у східному напрямку на ділянці від Должиці до Присліпу був призупинений, і це залишилося без змін у 2023 році.